# عصر معصومیت (فیلم ۱۹۹۳)
عصر معصومیت (انگلیسی: The Age of Innocence) فیلمی در ژانر درام عاشقانه به مدت ۱۳۹ دقیقه به کارگردانی مارتین اسکورسیزی و با بازی دانیل دی-لوئیس، میشل فایفر و وینونا رایدر محصول سال ۱۹۹۳ کشور ایالات متحده آمریکا است. این فیلم بر اساس رمانی به همین نام نوشته ادیت وارتون ساخته شده‌است.

## خلاصه داستان
نیولند ارچر (دانیل دی-لوئیس) در اپرا کنتس الن النسکا (میشل فایفر) دختر عمه نامزدش می را ملاقات می‌کند. الن به دلیل جدایی از کنت ثروتمند، فرارش به همراه منشی کنت و تمایلش به مقابله با عرف جامعه خودش را بر سر زبانها انداخته‌است. در همین حال، نیولند به می ولند (وینونا رایدر)، که دختری زیبا ولی فاقد قوه تخیل و ساده است پیشنهاد می‌دهد که هر چه زودتر با وی ازدواج کند؛ در ابتدا دختر تقاضایش را رد می‌کند و با اصرار در مورد روابط دیگر وی سؤال می‌کند. الن برای مشاوره گرفتن در مورد طلاق احتمالی خود به دفتر حقوقی آرچر مراجعه می‌کند. ارچر با خانواده الن موافق است که رسوایی ناشی از این امر خطر بسیار بزرگی است، و خود الن نیز با این موضوع موافق است. الن فرار می‌کند و از ارچر می‌خواهد که به دنبال او بیاید، ارچر فکر می‌کند که شوهر الن در تعقیب اوست اما در واقع کسی که آن‌ها را تعقیب می‌کند بئوفرت است، بانکداری که به سختی با نیویورکی‌ها کنار می‌آید و به داشتن معشوقه زیاد مشهور است. ارچر که در شور و هیجانات الن گرفتار شده، تصمیم می‌گیرد نامزدی خود را به هم بزند.
اما پیغامی از می می‌رسد مبنی بر این که والدین خود را متقاعد کرده که تاریخ ازدواجشان را جلو بیندازند. پس از ازدواج، ارچر و می به مسافرت سه‌ماهه‌ای می‌روند و در این میان با افراد زیادی منجمله ریویر که یک معلم سرخانه فرانسوی است ملاقات می‌کنند. پس از آن آن‌ها تابستان را در نیوپورت می‌گذرانند و می در آنجا جایزه مسابقه تیراندازی با کمان را می‌برد. ارچر که هنوز هم مفتون الن است هر بار بهانه‌ای می‌آورد تا بتواند او را ببیند، حتی پس از اینکه الن شهر را ترک می‌کند. ارچر می‌فهمد که ریویر همان منشی که الن همراه او از پیش شوهرش فرار کرده‌است پیغامی برای الن آورده‌است که در آن کنت خواستار بازگشت الن شده‌است. اما ریویر، به ارچر اصرار می‌کند که الن را از بازگشت به لهستان بازدارد. پس از حمله قلبی کاترین مینگوت، الن موافقت می‌کند که برای زندگی با وی به پیش او بیاید. ارچر همچنان امیدوار است. سپس می به ارچر می‌گوید که الن تصمیم گرفته به اروپا بازگردد، اما نه پیش شوهرش. پس از میهمانی خداحافظی الن، می رازی را فاش می‌کند که او چندین روز قبل به الن گفته بود و اکنون نیز او فقط به شوهرش اطلاع می‌دهد: او حامله است.
اکنون در پایان وقایع، با ارچر از طرف خانواده اش به عنوان فردی ولخرج که به سمت خانواده اش بازگشته رفتار می‌شود. دهه‌ها می‌گذرد و ارچر که اکنون همسرش درگذشته است و در زمینه سیاست‌های آزادی خواهانه فردی فعال و محترم است بخاطر وعده‌ای که به پسر خود دالاس داده‌است به پاریس سفر می‌کند. پس از آنکه دالاس به پدر خود می‌گوید که او از همه چیز دربارهٔ الن النسکا اطلاع یافته‌است آن‌ها تصمیم می‌گیرند که از آپارتمان الن دیدن کنند. اما ارچر تصمیم می‌گیرد که دورادور روی نیمکت پارک بنشیند و دالاس را برای ادای احترام بفرستد. ارچر به نوری که از آپارتمان الن بیرون زده نگاه می‌کند و سپس تنها و به آرامی و قدم زنان به سمت هتل می‌رود.

## بازیگران
- دانیل دی-لوئیس
- میشل فایفر
- وینونا رایدر
- آلکسیس اسمیت
- جرالدین چاپلین
- ریچارد ای گرانت
- میریام مارگولیس
- رابرت شان لئونارد
- جاناتان پرایس
- مایکل گاف
- جوآن وودوارد
- مری بت هرت
- نورمن لوید
- توماس گیبسون

## جوایز و نامزدی‌ها
| جایزه                                 | رده                                                                                       | نامزدی                       | نتیجه    |
| ------------------------------------- | ----------------------------------------------------------------------------------------- | ---------------------------- | -------- |
| جایزه اسکار                           | بهترین بازیگر نقش مکمل زن                                                                 | وینونا رایدر                 | نامزدشده |
| جایزه اسکار                           | بهترین فیلم‌نامه اقتباسی                                                                   | جی کاکس، مارتین اسکورسیزی    | نامزدشده |
| جایزه اسکار                           | بهترین موسیقی فیلم                                                                        | المر برنشتاین                | نامزدشده |
| جایزه اسکار                           | جایزه اسکار بهترین طراحی صحنه                                                             | دانته فرتی، Robert J. Franco | نامزدشده |
| جایزه اسکار                           | جایزه اسکار بهترین طراحی لباس                                                             | گابریلا پسکوچی               | برنده    |
| جوایز فیلم بفتا                       | جایزه بفتای بهترین بازیگر نقش مکمل زن                                                     | میریام مارگولیس              | برنده    |
| جوایز فیلم بفتا                       | جایزه بفتای بهترین بازیگر نقش مکمل زن                                                     | وینونا رایدر                 | نامزدشده |
| جوایز فیلم بفتا                       | جایزه بفتا بهترین فیلم‌برداری                                                              | مایکل بالهاوس                | نامزدشده |
| جوایز فیلم بفتا                       | Best Production Design                                                                    | دانته فرتی                   | نامزدشده |
| جایزه انجمن کارگردانان آمریکا         | Outstanding Directorial Achievement in Motion Pictures                                    | مارتین اسکورسیزی             | نامزدشده |
| جایزه گلدن گلوب                       | بهترین فیلم درام                                                                          |                              | نامزدشده |
| جایزه گلدن گلوب                       | بهترین کارگردانی                                                                          | مارتین اسکورسیزی             | نامزدشده |
| جایزه گلدن گلوب                       | بهترین بازیگر زن فیلم درام                                                                | میشل فایفر                   | نامزدشده |
| جایزه گلدن گلوب                       | بهترین بازیگر نقش مکمل زن                                                                 | وینونا رایدر                 | برنده    |
| جایزه گرمی                            | Grammy Award for Best Instrumental Composition Written for a Motion Picture or Television | المر برنشتاین                | نامزدشده |
| هیئت ملی بازبینی فیلم                 | Best Director                                                                             | مارتین اسکورسیزی             | برنده    |
| هیئت ملی بازبینی فیلم                 | بهترین بازیگر نقش مکمل زن                                                                 | وینونا رایدر                 | برنده    |
| Southeastern Film Critics Association | Southeastern Film Critics Association Award for Best Supporting Actress                   | وینونا رایدر                 | برنده    |
| جشنواره فیلم ونیز                     | Elvira Notari Prize                                                                       | مارتین اسکورسیزی، میشل فایفر | برنده    |

1. بهترین بازیگر زن خارجی جایزه ان‌بی‌آر - وینونا رایدر
2. جایزه SEFCA بهترین نقش مکمل زن - وینونا رایدر

## دیگر اقتباس‌ها
- (۱۹۲۴)، آمریکا، کارگردان وزلی راجلز، برگردان الگا پریتزلوا
- (۱۹۳۴)، آمریکا، کارگردان فلیپ مولر، برگردان سارا ماسان و ویکتور هیرمن